# Witchcraft Works
Witchcraft Works (ウィッチクラフトワークス, Witchikurafuto Wākusu) est un manga écrit et dessiné par Ryū Mizunagi. Il était prépublié depuis mars 2010 à février 2022 dans le magazine Good! Afternoon de l'éditeur Kōdansha et a été compilé en dix-sept tomes en mars 2022. La version française est éditée par Kana depuis janvier 2014.
Une adaptation en série télévisée d'animation produite par le studio J. C. Staff a été diffusée entre janvier et mars 2014 sur Tokyo MX. Dans les pays francophones, elle est diffusée en simulcast par Anime Digital Network et à la télévision sur J-One.

## Synopsis
Dans un monde où cohabitent humains et sorcières, l’apocalypse est annoncée. Ayaka, la princesse de feu, doit protéger le jeune Takayami. Détenteur de la « matière blanche », le destin de la Terre est entre ses mains ! Le combat entre sorcières de l’Atelier et sorcières de la Tour va commencer ! La nuit de Walpurgis qui approche décidera du sort de l’Humanité !

## Personnages
Honoka Takamiya (多華宮 仄, Takamiya Honoka)
Honoka est étudiant en seconde année au lycée. Au début, il s'interroge souvent sur les coïncidences qui lui arrivent. Cependant, l'attaque est déjouée par Ayaka, qui s'avère être une sorcière et qui protège Honoka depuis longtemps. Il a une grande estime.
Ayaka Kagari (火々里 綾火, Kagari Ayaka)
Ayaka, l'idole de l'école et la fille de la directrice. Elle est belle, grande et intelligente. Cependant, elle est extrêmement stoïque. Elle est la camarade de classe d'Honoka.
Kasumi Takamiya (多華宮 霞, Takamiya Kasumi)
C'est la petite sœur d'Honoka. C'est une sorcière qui utilise un ours en peluche comme familier pour se battre. Elle est très jalouse d'Ayaka, et se dispute souvent avec. Son travail est de protéger son frère en l'absence d'Ayaka.
Kazane Kagari (火々里 かざね, Kagari Kazane)
Il s'agit de la mère d'Ayaka, elle est directrice du lycée.
Touko Hio (氷尾 凍子, Hio Tōko)
Une sorcière qui maîtrise la magie de glace. Tōko était une amie d'enfance d'Ayaka, à qui Kazane elle-même avait demandé de veiller sur elle car Ayaka n'avait pratiquement aucune intelligence. Tōko occupe plusieurs emplois à temps partiel dans la ville pour aider à subvenir aux besoins de sa famille

## Manga
Le manga s'est publié depuis le 5 mars 2010 au 7 février 2022 dans le magazine Good! Afternoon de l'éditeur Kōdansha. Le premier volume relié est commercialisé le 5 novembre 2010 tandis que le dix-septième le 7 mars 2022. La version française est publiée par Kana depuis janvier 2014. La série est également éditée en Amérique du Nord en version anglaise par Vertical.
| no | Japonais        | Japonais          | Français         | Français          |
| no | Date de sortie  | ISBN              | Date de sortie   | ISBN              |
| --- | --------------- | ----------------- | ---------------- | ----------------- |
| 1 | 5 novembre 2010 | 978-4-06-310713-5 | 10 janvier 2014  | 978-2-5050-6036-9 |
| Liste des chapitres : - Chapitre 1 : Takamiya et la sorcière des flammes - Chapitre 2 : Takamiya et la sorcière aux oreilles d'animal - Chapitre 3 : Takamiya et le quintet d'ivoire - Chapitre 4 : Takamiya et les calculs des sorcières |                 |                   |                  |                   |
| 2 | 7 juillet 2011  | 978-4-06-310760-9 | 18 avril 2014    | 978-2-5050-6108-3 |
| Liste des chapitres : - Chapitre 4.5 : Présentation de Takamiya et de l'histoire - Chapitre 5 : Takamiya et le piège de Kuronoir - Chapitre 6 : Takamiya et les cours du soir de Kagari, 1re partie - Chapitre 7 : Takamiya et la petite sœur malicieuse - Chapitre 8 : Takamiya et la sorcière aux yeux et aux mains de pierre - 4 cases de bonus (yonkoma) |                 |                   |                  |                   |
| 3 | 7 mars 2012     | 978-4-06-387810-3 | 4 juillet 2014   | 978-2-5050-6109-0 |
| Liste des chapitres : - Chapitre 9 : Takamiya et le feu d'Evermillion - Chapitre 10 : Takamiya et la hiérarchie du lycée - Chapitre 11 : Takamiya et les épreuves de l'amour - Chapitre 12 : Takamiya et miss Bad End - 4 cases de bonus (yonkoma) |                 |                   |                  |                   |
| 4 | 7 novembre 2012 | 978-4-06-387849-3 | 24 octobre 2014  | 978-2-5050-6110-6 |
| Liste des chapitres : - Chapitre 13 : Takamiya et Noblesse Oblige - Chapitre 14 : Takamiya et la blessure de Kagari - Chapitre 15 : Takamiya et la sorcière aux gros bras - Chapitre 16 : Takamiya et les cours du soir de Kagari, 2e partie |                 |                   |                  |                   |
| 5 | 7 mai 2013      | 978-4-06-387884-4 | 30 janvier 2015  | 978-2-5050-6180-9 |
| Liste des chapitres : - Chapitre 17 : Takamiya et la sorière de la fin - Chapitre 18 : Takamiya contre Week-End, 1re partie - Chapitre 19 : Takamiya contre Week-End, 2e partie - Chapitre 20 : Takamiya contre Week-End, 3e partie - Chapitre 21 : Takamiya contre Week-End, 4e partie |                 |                   |                  |                   |
| 6 | 7 novembre 2013 | 978-4-06-387931-5 | 3 avril 2015     | 978-2-5050-6326-1 |
| Liste des chapitres : - Chapitre 22 : Takamiya contre Week-End, 5e partie - Chapitre 23 : Takamiya contre Week-End, 6e partie - Chapitre 24 : Takamiya contre Week-End, 7e partie - Chapitre 25 : Takamiya contre Week-End, 8e partie - Chapitre 26 : Takamiya contre Week-End, 9e partie - Chapitre 27 : Takamiya contre Week-End, 10e partie |                 |                   |                  |                   |
| 7 | 7 juillet 2014  | 978-4-06-387981-0 | 3 juillet 2015   | 978-2-5050-6263-9 |
| Liste des chapitres : - Chapitre 28 : Takamiya et la sorcière de glace - Chapitre 29 : Takamiya et la machination de la petite sœur - Chapitre 30 : Takamiya et le retour de la bande KMM - Chapitre 31 : Takamiya et la mésaventure de Tanuma - Chapitre 32 : Takamiya terrasse le pingouin - Chapitre 33 : Takamiya et le voyage à la station thermale - Chapitre 34 : Takamiya et la demeure familiale des Kagari |                 |                   |                  |                   |
| 8 | 7 janvier 2015  | 978-4-06-388026-7 | 10 octobre 2015  | 978-2-50-506264-6 |
| Liste des chapitres : - Chapitre 35 : Takamiya et la clé de Kagari - Chapitre 36 : Takamiya et sa rencontre avec Kagari - Chapitre 37 : Takamiya et la vieille cicatrice de sa maman - Chapitre 38 : Takamiya et la situation de la famille Mikage - Chapitre 39 : Takamiya, le disciple de Kazane - Chapitre bonus : Le théâtre de Kasumi Takamiya et Yoshiko Tanuma |                 |                   |                  |                   |
| 9 | 6 novembre 2015 | 978-4-06-388099-1 | 2 décembre 2016  | 978-2-50-506616-3 |
| Liste des chapitres : - Chapitre 39.5 : Kasumi-chan et la kemomimi bizarre - Chapitre 40 : Takamiya et la piñata de Kasumi-chan - Chapitre 41 : Takamiya et le monde de Kasumi-chan (1) - Chapitre 42 : Takamiya et le monde de Kasumi-chan (2) - Chapitre 43 : Takamiya et le monde de Kasumi-chan (3) - Chapitre 44 : Takamiya et le monde de Kasumi-chan (épilogue) - Chapitre 45 : Takamiya et les cours d'été de Kagari - Chapitre 46 : Takamiya et les vacances des sorcières                                                                   |                 |                   |                  |                   |
| 10 | 7 novembre 2016 | 978-4-06-388201-8 | 27 octobre 2017  | 978-2-50-506913-3 |
| Liste des chapitres : - Chapitre 47 : Le monde de Week-End et de Kuronoir - Chapitre 48 : Takamiya et la sorcière araignée - Chapitre 49 : Takamiya et la maison de Kazane - Chapitre 50 : Takamiya et la chambre secrète - Chapitre 51 : Takamiya et le monde du pendentif (1) - Chapitre 52 : Takamiya et le monde du pendentif (2) - Chapitre 53 : Takamiya et le monde du pendentif (3) - Chapitre 54 : Takamiya et le monde du pendentif (4) |                 |                   |                  |                   |
| 11 | 7 août 2017     | 978-4-06-388282-7 | 4 mai 2018       | 978-2-50-507192-1 |
| Liste des chapitres : - Chapitre 55 : Takamiya et le monde du pendentif (5) - Chapitre 56 : Takamiya et le monde du pendentif (6) - Chapitre 57 : Takamiya et le monde du pendentif (7) - Chapitre 58 : Takamiya et le monde du pendentif (8) - Chapitre 58.5 : Kasumi-chan et la Kemomimi exploratrices - Chapitre 59 : Takamiya et le monde du pendentif (dernier épisode) - Chapitre 60 : Takamiya et le règlement de l'atelier - Chapitre 61 : Takamiya et le cafard de la directrice                                                             |                 |                   |                  |                   |
| 12 | 7 juin 2018     | 978-4-06-511537-4 | 3 mai 2019       | 978-2-50-507598-1 |
| Liste des chapitres : - Chapitre 62 : Takamiya et le dîner festif des vacances d'été - Chapitre 63 : Takamiya et le dernier jour des vacances d'été - Chapitre 64 : Takamiya et la nouvelle élève mystérieuse - Chapitre 65 : Takamiya et le début du nouveau trimestre - Chapitre 66 : Takamiya et le charme de désenvoûtement - Chapitre 67 : Takamiya et les affaires de la famille Mikage - Chapitre 68 : Takamiya et le scénario d'Alcyna - Chapitre 69 : Takamiya et le professeur Week-End - Chapitre 70 : Takamiya et la mélancolie de Kagari |                 |                   |                  |                   |
| 13 | 7 décembre 2018 | 978-4-06-513898-4 | 29 novembre 2019 | 978-2-50-507880-7 |
| Liste des chapitres : - Chapitre 71 : Sous le même toit de Kagari - Chapitre 72 : Takamiya et les amis de la petite sœur - Chapitre 73 : Takamiya et la tempête hivernale (1) - Chapitre 74 : Takamiya et la tempête hivernale (1) - Chapitre 75 : Takamiya et le test de la tempête hivernale - Chapitre 76 : Takamiya et la décision d'Alcyna - Chapitre 77 : Takamiya VS Alcyna (1) - Chapitre 78 : Takamiya VS Alcyna (2) |                 |                   |                  |                   |
| 14 | 7 novembre 2019 | 978-4-06-517558-3 | 23 octobre 2020  | 978-2-50-508446-4 |
| Liste des chapitres : - Chapitre 79 : Takamiya VS Alcyna (3) - Chapitre 80 : Takamiya VS Alcyna (4) - Chapitre 81 : Takamiya VS Alcyna (5) - Chapitre 82 : Takamiya VS Alcyna (6) - Chapitre 82.5 : Le joyeux déjeuner de Komachi - Chapitre 83 : Takamiya VS Alcyna (7) - Chapitre 84 : Takamiya VS Alcyna (8) - Chapitre 85 : Takamiya VS Alcyna (9) |                 |                   |                  |                   |
| 15 | 7 octobre 2020  | 978-4-06-520913-4 | 20 août 2021     | 978-2-50-508912-4 |
| Liste des chapitres : - Chapitre 86 : Takamiya VS Alcyna (10) - Chapitre spécial : Takamiya et la photo du souvenir - Chapitre spécial : Medusa et le jour de congé du groupe KMM - Chapitre 87 : Takamiya VS Kayō - Chapitre 88 : Takamiya VS Kayō (2) - Chapitre 89 : Takamiya VS Kayō (3) - Chapitre 90 : Takamiya VS Kayō (4) - Chapitre 91 : Takamiya VS Kayō (5) - Chapitre 92 : Takamiya VS Kayō (6) - Chapitre 92.5 : Takamiya et l'apprentissage de Kasumi pour être une bonne épouse                                                        |                 |                   |                  |                   |
| 16 | 7 juillet 2021  | 978-4-06-524050-2 | 26 août 2022     | 978-2-50-511517-5 |
| Liste des chapitres : - Chapitre 93 : Takamiya VS Kayō (7) - Chapitre 94 : Takamiya VS Kayō (8) - Chapitre 95 : Takamiya VS Kayō (9) - Chapitre 96 : Takamiya VS Kayō (10) - Chapitre 97 : Takamiya VS Kayō (11) - Chapitre 98 : Takamiya VS Kayō (12) - Chapitre 98.5 : Les aventures de Kasumi-chan et de la kemomimi dans un monde parallèle - Chapitre 98.6 : La légende de Kasumi-chan, souveraine d'un monde parallèle - Chapitre 98.7 : Un matin de Takamiya et de Kagari                                                                      |                 |                   |                  |                   |
| 17 | 7 mars 2022     | 978-4-06-527105-6 | 7 avril 2023     | 978-2-50-511836-7 |
| Liste des chapitres : - Chapitre 99 : Takamiya et la mélancolie & Alayna - Chapitre 100 : Takamiya et Kasumi-chan - Chapitre 101 : Takamiya et l'essence des sorcières - Chapitre 102 : Takamiya et la fête de Togetsu - Chapitre 103 : Takamiya et la nuit de Walpurgis (1) - Chapitre 104 : Takamiya et la nuit de Walpurgis (2) - Chapitre 105 : Takamiya et la nuit de Walpurgis (3) - Chapitre 106 : Takamiya et la fin du banquet - Chapitre 107 : Takamiya et le lieu du commencement - Chapitre 108 : Takamiya et Kagari                      |                 |                   |                  |                   |

## Anime
L'adaptation en série télévisée d'animation a été annoncée en novembre 2012 dans le magazine good! Afternoon. Celle-ci est produite par le studio J. C. Staff avec une réalisation et un scénario de Tsutomu Mizushima, et une composition de Technoboys Pulcraft Green-Fund. Elle est diffusée initialement du 5 janvier au 23 mars 2014 sur Tokyo MX
Dans les pays francophones, la série est diffusée en simulcast en version originale sous-titrée français par Anime Digital Network  et Netflix .Il est ensuite diffusé sur la télévision sur la chaîne J-One. Elle est également diffusée dans plusieurs pays anglophones et hispanophones par Crunchyroll.
Initialement prévu pour juillet 2014 avec le septième volume du manga, un OAV est commercialisé avec le huitième volume du manga en janvier 2015,.

### Liste des épisodes
| No                      | Titre français                                          | Titre japonais                    | Titre japonais                         | Date de 1re diffusion |
| No                      | Titre français                                          | Kanji                             | Rōmaji                                 | Date de 1re diffusion |
| ----------------------- | ------------------------------------------------------- | --------------------------------- | -------------------------------------- | --------------------- |
| 01                      | Takamiya et la sorcière des flammes                     | 多華宮君と炎の魔女                | Takamiya-kun to Honō no Majo           | 5 janvier 2014        |
| [Chapitres 1-2]         |                                                         |                                   |                                        |                       |
| 02                      | Takamiya et les calculs des sorcières                   | 多華宮君と魔女達の思惑            | Takamiya-kun to Majo-tachi no Omowaku  | 12 janvier 2014       |
| [Chapitres 3-4]         |                                                         |                                   |                                        |                       |
| 03                      | Takamiya et le piège de Kuronoir                        | 多華宮君とクロノワールの罠        | Takamiya-kun to Kuronowāru no Wana     | 19 janvier 2014       |
| [Chapitres 5-6]         |                                                         |                                   |                                        |                       |
| 04                      | Takamiya et la petite sœur capricieuse                  | 多華宮君といじわるな妹            | Takamiya-kun to Ijiwaru na Imōto       | 26 janvier 2014       |
| [Chapitre 7]            |                                                         |                                   |                                        |                       |
| 05                      | Takamiya et la sorcière aux yeux et aux mains de pierre | 多華宮君と石眼石手の魔女          | Takamiya-kun to Sekigansekishu no Majo | 2 février 2014        |
| [Chapitres 8-9]         |                                                         |                                   |                                        |                       |
| 06                      | Takamiya et l'épreuve de l'amour                        | 多華宮君と愛の試練                | Takamiya-kun to Ai no Shiren           | 9 février 2014        |
| [Chapitres 10-11]       |                                                         |                                   |                                        |                       |
| 07                      | Takamiya et Noblesse Oblige                             | 多華宮君とノブレス・オブリージュ  | Takamiya-kun to Noburesu Oburīju       | 16 février 2014       |
| [Chapitres 12-13]       |                                                         |                                   |                                        |                       |
| 08                      | Takamiya et la blessure de Kagari                       | 多華宮君と火々里さんの傷          | Takamiya-kun to Kagari-san no Kizu     | 23 février 2014       |
| [Chapitres 14-15]       |                                                         |                                   |                                        |                       |
| 09                      | Takamiya et la sorcière finale                          | 多華宮君と終わりの魔女            | Takaimiya-kun to Owari no Majo         | 2 mars 2014           |
| [Chapitres 16-17-18]    |                                                         |                                   |                                        |                       |
| 10                      | Takamiya et Week-end, 1re partie                        | 多華宮君とウィークエンド （前編） | Takamiya-kun to Wīkuendo (Zenpen)      | 9 mars 2014           |
| [Chapitres 19-20-21]    |                                                         |                                   |                                        |                       |
| 11                      | Takamiya et Week-end, 2e partie                         | 多華宮君とウィークエンド （中編） | Takamiya-kun to Wīkuendo (Chūhen)      | 16 mars 2014          |
| [Chapitres 22-23-24-25] |                                                         |                                   |                                        |                       |
| 12                      | Takamiya et Week-end, 3e partie                         | 多華宮君とウィークエンド （後編） | Takamiya-kun to Wīkuendo (Kōhen)       | 23 mars 2014          |
| [Chapitres 26-27]       |                                                         |                                   |                                        |                       |
| 13 (OAV)                | Takamiya et la machination de la petite sœur            | 多華宮君と妹の悪巧み              | Takamiya-kun to Imōto no Warudakumi    | 7 janvier 2015        |
| [Chapitres 29-31-32]    |                                                         |                                   |                                        |                       |

### Musique
| Générique | Épisodes | Début               | Début   | Fin                                      | Fin     |
| Générique | Épisodes | Titre               | Artiste | Titre                                    | Artiste |
| --------- | -------- | ------------------- | ------- | ---------------------------------------- | ------- |
| 1         | 1 – 12   | divine intervention | fhána   | Witch Activity (ウィッチ☆アクティビティ) | KMM-dan |

### Doublage
| Personnages      | Personnages      | Voix japonaises  | Voix françaises   |
| ---------------- | ---------------- | ---------------- | ----------------- |
| Honoka Takamiya  | Honoka Takamiya  | Yusuke Kobayashi | Grégory Laisné    |
| Ayaka Kagari     | Ayaka Kagari     | Asami Seto       | Nathalie Bienaimé |
| Kasumi Takamiya  | Kasumi Takamiya  | Ai Kayano        | Caroline Combes   |
| Kazane Kagari    | Kazane Kagari    | Sayaka Ohara     | Bérangère Jean    |
| Kyōichirō Mikage | Kyōichirō Mikage | Kazuyuki Okitsu  | Charles Mendiant  |